# 128. østlige længdekreds
Den 128. østlige længdekreds (eller 128 grader østlig længde) er en længdekreds, der ligger 128 grader øst for nulmeridianen. Den løber gennem Ishavet, Asien, Stillehavet, Australasien, det Indiske Ocean, det Sydlige Ishav og Antarktis.